# شارع مبارك الكبير
شارع مبارك الكبير شارع في مدينة الكويت يبتدأ من بوابة قصر السيف ليقسم العاصمة إلى شطرين هما جبلة وشرق ثم يمتد إلى منطقة المرقاب حتى الدائري الأول المحيط بمدينة الكويت. يتواجد في شارك مبارك الكبير المسجد الكبير وسوق الكويت للأوراق المالية ومجمع البنوك ومقر الصندوق الكويتي للتنمية الاقتصادية العربية وغرفة تجارة الكويت.